# María Podestá
María Podestá (Montevideo, Uruguay; 17 de marzo de 1875 - Buenos Aires, 17 de junio de 1954) fue una actriz de teatro rioplatense conocida como La rubia cantora.
Hija de Gerónimo Podestá y Ana Viscaent, como integrante de la célebre familia de artistas Podestá participó desde niña en la compañía regenteada por su tío José Podestá.
En 1901 se casó con el empresario Santiago Fontanilla (fundador del hipódromo San Martín), quien se asoció a su suegro para la apertura del teatro El Nacional de Buenos Aires en 1906.
En la compañía nacional que su padre formó al separarse de su hermano Pepe Podestá, fue primera actriz junto a Orfilia Rico, estrenando M'hijo el dotor de Florencio Sánchez, Caín de Enrique García Velloso y La gaviota, entre otras.
Se retiró joven paulatinamente del teatro, según atestigua su hermana Blanca Podestá, y falleció en 1954.
Según Laura Mogliani fue una actriz paradigmática del nativismo teatral.